# Есхар (станція)
Есха́р — проміжна залізнична станція Куп'янської дирекції залізничних перевезень Південної залізниці.
Розташована на двоколійній електрифікованій постійним струмом лінії Зелений Колодязь — Коробочкине між станціями Мохнач (7 км) та Чугуїв (7 км) у с. Поди Чугуївського району Харківської області. На станції зупиняються тільки приміські поїзди.